# いつかこの恋を思い出してきっと泣いてしまう
『いつかこの恋を思い出してきっと泣いてしまう』（いつかこのこいをおもいだしてきっとないてしまう）は、フジテレビ系「月9」枠にて2016年1月18日から3月21日まで放送されたテレビドラマである。主演は有村架純と高良健吾。略称はいつ恋（いつこい）。第3回コンフィデンスアワード・ドラマ賞作品賞・脚本賞などを受賞した。

## 企画・制作
主人公の音（有村架純）と練（高良健吾）の二人を中心としながら、彼らを取り巻く四人の男女の想いが複雑に絡み合いながら物語が進んでいく群像ラブストーリーで、坂元裕二によるオリジナル脚本。プロデューサーは村瀬健、演出は並木道子、石井祐介、高野舞。 作中では前半は東日本大震災が発生する2011年前後と、後半では5年後となる2016年と、時系列が分かれた2部構成で物語が進む。
ラブストーリーを書かなくなっていた坂元裕二へプロデューサーである村瀬健が「あえて今の視点でラブストーリーを書いて欲しい」と依頼したことから企画がスタートした。
ドラマ制作時には実際に地方から来て東京に暮らす若い人たちのことを綿密に取材しており、ドラマ内に登場する人物たちが携わる職業についても実際に働いているいろいろな人たちと坂元が直接会ってコミュニケーションをとりながらドラマ内に登場する人物像を作り上げていった。
2015年11月25日に追加キャストが発表された。また、同年12月14日に追加キャストならびに主題歌が発表された。
2019年にはトルコでリメイクドラマが制作された。

## あらすじ
曽田練（高良健吾）は、祖父である曽田健二（田中泯）が不動産登記詐欺によって騙し取られた畑を買い戻すために、実家の農業から離れ東京の運送会社で出稼ぎをしていた。
ある日、練の家に、北海道旅行から帰ってきた友人の中條晴太（坂口健太郎）が転がり込んでくる。練は晴太の荷物の中に女性もののカバンが入っていることに違和感を覚え持ち主について質問をすると、帰るための金がなくなったことを理由に落ちていたカバンを拾い中のお金を勝手に使ったと告げられる。さらに練はカバンの中に入っていた手紙を読んでしまい、その内容からこれは絶対に返さなければならないものだと察し、カバンに入っていたクリーニング店の引換券に書かれていた住所と杉原音（有村架純）という名前を頼りに社用の運送車両で北海道へと向かう。住所を頼りにクリーニング店へと向かうと、音と出会う。音はクリーニング店の店員だった。
晴太の代わりに謝罪をして、盗んだお金は元に戻したことを練から告げられた音は東京からわざわざクリーニング店の情報だけを頼りに北海道までカバンを返しに来た練を当初気味悪がったが、手紙のことに触れられると顔色を変え、捨てておいてくれとだけ練に告げ、その場で飴を１つ練にあげて職場に戻っていった。

## キャスト

### 主要人物
杉原 音（すぎはら おと）
演 - 有村架純 （幼少期：平澤宏々路）
兵庫県神戸市→北海道出身。会話に時折関西弁が混ざる。東京に引っ越してからの職業は介護福祉士で、介護施設「春寿の杜」に勤務。
たこ焼きが好物で人の似顔絵を描くことが上手い。
曽田 練（そだ れん）
演 - 高良健吾 （幼少期：池田優斗）
福島県会津地区出身。東京の運送会社「柿谷運送」に勤務し、引越しの仕事に就いている。両親を早くに亡くして、地元には祖父が一人で暮らしている。
第6話では、運送会社の社長である嘉美が音に「もう5年前に辞めたよ。電話一本寄越したっきり。あれ以来顔も見てない」と話している。一時期運送会社を辞めて、東京の斡旋業務で下請け会社「スマートリクルーティング」のマネージャーとして働く。そこでは、低賃金など違法な雇用条件給料が常態化しているとわかっていながらも条件がいい仕事だという誇大広告をネット上に掲載し、ネットカフェに寝泊まりする生活困窮者をそういった職場に斡旋する業務に携わっていた。そのため人から恨まれ職場に石を投げ込まれたり、インターネットに悪い評判を多数書き込まれるなどの危ない目にも遭うことになる。

### 音が北海道で関わった人々
林田 雅彦（はやしだ まさひこ）
演 - 柄本明（第1話）
音の育ての父
林田 知恵（はやしだ ちえ）
演 - 大谷直子（第1話）
音の育ての母
白井 篤史（しらい あつし）
演 - 安田顕（第1話）
音の婚約者。実業家

### 仙道家によく遊びに行く人々
日向 木穂子（ひなた きほこ）
演 - 高畑充希
福岡県出身。広告代理店勤務の女性。練の恋人。
第5話では、音と出身地の話をしているうちに、練が1年前に北海道に行っていたことを思い出し、練と音の関係に疑いを持つ。
第6話で、静恵の家で音と5年ぶりに再会した際に、「3年前に会社を辞めたの。今はデザイン系の事務所に転職して企画部で働いてる」「1年くらい前に知り合ったデザイン関係の人（と付き合っている）」と話している。
市村 小夏（いちむら こなつ）
演 - 森川葵（幼少期：飯尾夢奏）
福島県会津地区出身。練の幼馴染で、練に好意を抱いている。デザイナー志望で、デザインの専門学校に通っている。事情により、違う専門学校を一度辞めている。実家に母は住んでいるが、電話がかかってきても自分の現状を話したくない様子が見られる。
第6話以降ではある事情により、練と晴太が学校の学費を工面したりと世話をしている。
中條 晴太（なかじょう はるた）
演 - 坂口健太郎
練の友人。小夏に好意を抱いているような言動をしているが、小夏が練に好意を抱いていることに関して全く気にしておらず、練のことも小夏同様大事に思っている発言や行動が目立つ。実家はあるが、作中では帰る家がないと話している。
自らの職業や過去についてあまり語る様子を見せないが、ドラマの前半部分においては富裕層の男性へ芸能界に憧れる若い女性を紹介し、少しデートをさせるだけでお金を稼がせる業務に通じていた。しかし、小夏がそういった仕事を通じてトラブルに巻き込まれた際は無理矢理小夏を助け出している。
第6話では、東京で斡旋業務を行う下請け会社「スマートリクルーティング」において練のそばにいる形で働いていたが、その後練と一緒に辞めている。
仙道 静恵（せんどう しずえ）
演 - 八千草薫（第2話 - 第3話、第5話 - ）
音や練の友人であり、自宅を彼らのたまり場として解放している。
第6話では、年下の彼氏に会うため、音に2着のうちどちらがいいか選んでもらう。また自分の持っていたネックレスを音にプレゼントした。

### 介護施設「春寿の杜」に関わる人々
井吹 朝陽（いぶき あさひ）
演 - 西島隆弘（AAA）
介護施設「春寿の杜」を経営しているグループ企業の御曹司。従業員をナンパする軽薄な性格。経営者の父に対し愛憎を抱いている。
第6話では、音の同僚の玲美の労働環境について相談を受けて、本部に掛け合うよう動こうとする。
今までグループ企業が大きくなったのは派遣業務だと思っていたが、和馬から征二郎の仕事のやり方を聞いてあまりのひどさに唖然とする。和馬が異動願いを出したことで、征二郎から「明日から社長室に入れ。俺の跡を継ぐつもりでやれ」「和馬に電話してリストラを告げるんだ」と言われる。その後、和馬がしていたクビを言い渡す仕事に就く。
第9話では、朝陽が以前、雑誌の記者として記事を書くことに携わっていた描写がある。リストラ候補の会社へ訪問した際、以前関わりがあった弁護士が目撃して朝陽に声をかける。そこでは「君の書いてくれた記事で世間の関心も向いたし、あの記事が医療裁判を勝訴に導いてくれた」「うちの若い弁護士にもね、よく君の話をするんだよ。間違ってもいい。失敗してもいい。嘘のない生き方をしましょう。君はいつもそう言ってた」と正義感を持って働いていた頃の昔話をされ、朝陽が動揺する様子が見られる。この弁護士はリストラ候補の会社顧問となっており、朝陽の行いを知り帰らせている。
神部 正平（かんべ しょうへい）
演 - 浦井健治（第2話 - ）
介護施設「春寿の杜」の所長。スタッフに対するパワハラを行う。
雇われている立場の所長であるため、本社の態度を常に気にしている。派遣社員を言葉で圧をかけて契約解除で辞めさせようとするが、朝陽から契約続行と話があるとそれに従い方針を変えている。また音が朝陽と結婚すると分かるや「シフトに負担はないか」と音に対して親切を装う話し方をしたり、本社の状況次第で態度を変える様子が随所に見られる。
井吹 和馬（いぶき かずま）
演 - 福士誠治（第3話 - ）
朝陽の兄。
第6話では、「親父に疲れた」と異動願いを出し、父から離れる選択肢をする。また朝陽に会社がどのように大きくなったかを話す。潰した会社の社員を全員解雇する仕事を10年して、人から「鬼だ」「人でなし」だと散々言われたと朝陽に明かす。「兄ちゃんと一緒に会社から親父を追い出さないか」と朝陽に提案する。しかし朝陽は提案を拒否。
朝陽が働く介護施設を訪れた際には、既に仕事を失っており、朝陽に苦言を言うが再就職先の話を持ちかけるというような対応をされている。
船川 玲美（ふなかわ れみ）
演 - 永野芽郁（第2話 - ）
音と同僚のケアワーカー。
第2話時点では、遅番の業務時間に大きく遅刻し、音に残業をさせてしまうなど、勤務時間が長く薄給な職場におけるケアワーカーという仕事にあまりやりがいや誇りを感じていなかった。
新人ケアワーカー時代から5年が経過し、音の勤める介護施設から転職した第6話では、朝陽に仕事の相談をさせてもらえないか、音に電話をかけている。月の残業時間が120時間を超えるのに残業代が出ないことや意味のない反省文を度々書かされる転職先の職場に悩んでおり、「わたしたちって消耗品なんですか？」と朝陽へ話している。
丸山 朋子（まるやま ともこ）
演 - 桜井ユキ（第2話 - ）
音と同僚のケアワーカー。仕事終わりに音に不安なことを相談したり、一緒に飲みに行く仲間。
源 大輔（みなもと だいすけ）
演 - 我善導（第2話 - ）
音と同僚のケアワーカー。女性職員が多い中、馴染みながら働いている。
西野 美織（にしの みおり）
演 - 林田岬優（第2話 - ）
音と同僚のケアワーカー。
松川
演 - 松本穂香
音の職場にいる新人ケアワーカー。入職したばかりの頃は面倒なことを避けたり仕事を嫌々している様子だったが、次第に戦力となっていく。
錦織 康司
演 - カゴシマジロー
井吹 征二郎（いぶき せいじろう）
演 - 小日向文世（第3話 - 第4話、第6話 - ）
音が勤務する介護施設「春寿の杜」を経営しているグループ企業の社長。ブラック企業同然の経営を平気で行っている。
第6話では企業の利益のために、過去に「企業を買収して、不動産を手に入れたら潰すんだ。そうやって金を生み出す」「殺すか殺されるしかそれしかない人なんだよ」と和馬が話す。また肉親をも冷酷に切り捨てる、いわゆるマキャヴェリスト。

### 運送会社「柿谷運送」に関わる人々
佐引 穣次（さびき じょうじ）
演 - 高橋一生
練が働く運送会社の先輩。福島県出身。妻と息子がいたが、バツイチ。時に素直になれず冷淡な性格。練が人を疑わないことをいいことに、彼に自分のミスを押し付けたり、理不尽な理由で土下座を強要する。また金に困っており、引越作業中に他人の物品を盗み出そうとするが、これも練に目撃されて、未遂となることもあった。
勤務中に息子が通う幼稚園の近くを通り、練や登に息子の自慢をする。しかし偶然息子を迎えに来た妻と見知らぬ男性を目撃して、3人が手を繋いで帰る姿を見送る形になってしまった。また運送会社の稼ぎを家族に送ると元妻に話すが、断固拒否される。
第5話では、登とカツ丼の話になり「馬鹿。カツ丼と言えばソースカツ丼だろ。卵でやったらソースがベチャベチャになんだよ」と述べている。
その後登がその場から居なくなると、福島の訛りで「ソースカツ丼だよな。いとう食堂だべ。あとはめでたいや。カレー焼きそばもが。トミーフード」「ロイプラ（ロイヤルプラザ）」「中合もねが。神明通り。飯盛山」「酪王カフェオレ」という会津若松や福島県内で有名な食べ物や施設（閉店した所も含む）について昔を思い出す様子で練に話をした。さらに練に「そんなに帰りてぇか。ずりぃな。お前だけ。勝手にしろ。帰れ帰れ」と、練と同郷と思われるシーンが放送された。言葉足らずで素直に対応はしてないが、練が祖父の体調を心配し、急遽仕事を休んで帰省することを了承している。
第6話では練が会社を辞めてから、穣次もしばらく福島に帰省していたと嘉美が話す。音から練の行方を尋ねられた際は、練が働く会社の名刺を渡した。
加持 登（かじ のぼる）
演 - 森岡龍
練、佐引の同僚
第6話では、引っ越し業務をしているところを音が偶然見かけて、練が働いているか声をかけられる。その後嘉美の所へ連れて行く。
柿谷 嘉美（かきたに よしみ）
演 - 松田美由紀
練が勤めている運送会社「柿谷運送」の女社長。
第6話では、練の行方を探している音が嘉美の元を訪れた際、同郷の穣次なら練のことを何か知ってるのではないかと穣次に連絡する。
作中5年後でも行方を眩ましていた練を再就職させるなど包容力が高い。

### その他
曽田 健二（そだ けんじ）
演 - 田中泯（第2話・第5話・第7話）
練の祖父。福島で農家を営んでいる。
第6話では、既に亡くなっていると明かされる。
音の母
演 - 満島ひかり（第1話・第6話）
明日香
演 - 芳根京子（第9話・最終話）
上京してきたばかりの関西弁を話す女性。街中でひったくりに会い、困っていたところで音に声を掛けられる。
内藤三希也
演 - 葉山奨之（第9話・最終話）
上京したての若者。引ったくったとして居合わせたサラリーマンに追いかけられる。

## スタッフ
- 脚本 - 坂元裕二
- 音楽 - 得田真裕
- 主題歌 - 手嶌葵「明日への手紙」（JVCケンウッド・ビクターエンタテインメント）[15]
- プロデュース - 村瀬健
- 演出 - 並木道子、石井祐介、高野舞
- 制作 -フジテレビドラマ制作センター
- 制作著作 - フジテレビ

## 放送日程
| 各話                                                          | 放送日  | サブタイトル                                         | 演出     | 視聴率 |
| ------------------------------------------------------------- | ------- | ---------------------------------------------------- | -------- | ------ |
| 第1話                                                         | 1月18日 | 失くした手紙が繋いだ奇跡…二人は出逢った              | 並木道子 | 11.6%  |
| 第2話                                                         | 1月25日 | 東京編スタート 都会の現実、募る想い…もう一度会いたい | 並木道子 | 09.6%  |
| 第3話                                                         | 2月01日 | 突然のキス、幸せな1日                                | 石井祐介 | 10.0%  |
| 第4話                                                         | 2月08日 | あなたを好きになりました                             | 高野舞   | 08.9%  |
| 第5話                                                         | 2月15日 | 第一部・完結編 突然のさよなら…訪れた運命の日         | 並木道子 | 08.8%  |
| 第6話                                                         | 2月22日 | 衝撃の再会                                           | 石井祐介 | 10.7%  |
| 第7話                                                         | 2月29日 | 明かされる真実 彼に何が起きたのか                    | 高野舞   | 08.9%  |
| 第8話                                                         | 3月07日 | 好きです                                             | 並木道子 | 08.8%  |
| 第9話                                                         | 3月14日 | 決意のとき、別れの夜                                 | 石井祐介 | 09.4%  |
| 最終話                                                        | 3月21日 | 永遠の約束                                           | 並木道子 | 10.2%  |
| 平均視聴率 9.7%（視聴率はビデオリサーチ調べ、関東地区・世帯） |         |                                                      |          |        |

## 評価

### 介護現場の描写に関する問題点
主人公が勤務先である介護施設において24時間にわたる労働を強いられる、上司からハラスメントともとれる仕打ちを受けるなど、介護現場の労働環境の悪さや賃金の低さを過剰に強調して表現していることを問題視して、日本介護福祉士会は番組制作責任者宛に意見書を送付している。
一方で実際の介護現場は「ドラマの内容かそれ以上だ」という声も上がっており、河合薫（健康社会学者）は「たくさんの介護福祉士が“それなりの報酬を得ている”なんてことはありえません。」と断言している。

## 受賞
- 第3回コンフィデンスアワード・ドラマ賞（2016年）[4][20]
  - 作品賞
  - 脚本賞（坂元裕二）
  - 新人賞（西島隆弘）
- ギャラクシー賞
  - 2016年3月度月刊賞[21]
- 第88回ザテレビジョンドラマアカデミー賞（2016年）[22]
  - 主演男優賞（高良健吾）
- 東京ドラマアウォード 2016[23]
  - 作品賞・連続ドラマ 優秀賞
  - 主題歌賞（手嶌葵）

## 関連商品

### 書籍
- 『いつかこの恋を思い出してきっと泣いてしまう 1』 坂元裕二著（2016年2月29日、河出書房新社、ドラマ1話~5話までの内容）ISBN 978-4-309-02449-3
- 『いつかこの恋を思い出してきっと泣いてしまう 2』 坂元裕二著（2016年3年29日、河出書房新社、ドラマ6話~10話までの内容） ISBN 978-4-309-02450-9

### サウンドトラック
- 得田真裕 『「いつかこの恋を思い出してきっと泣いてしまう」オリジナルサウンドトラック』（2016年2月24日、ポニーキャニオン、PCCR-631）